# Усть-Лем
Усть-Лем (рос. Усть-Лем) — присілок у складі Юкаменського району Удмуртії, Росія.
Населення — 29 осіб (2010; 37 в 2002).
Національний склад (2002):
- бесерм'яни — 73  %